# Izabella Garglinowicz

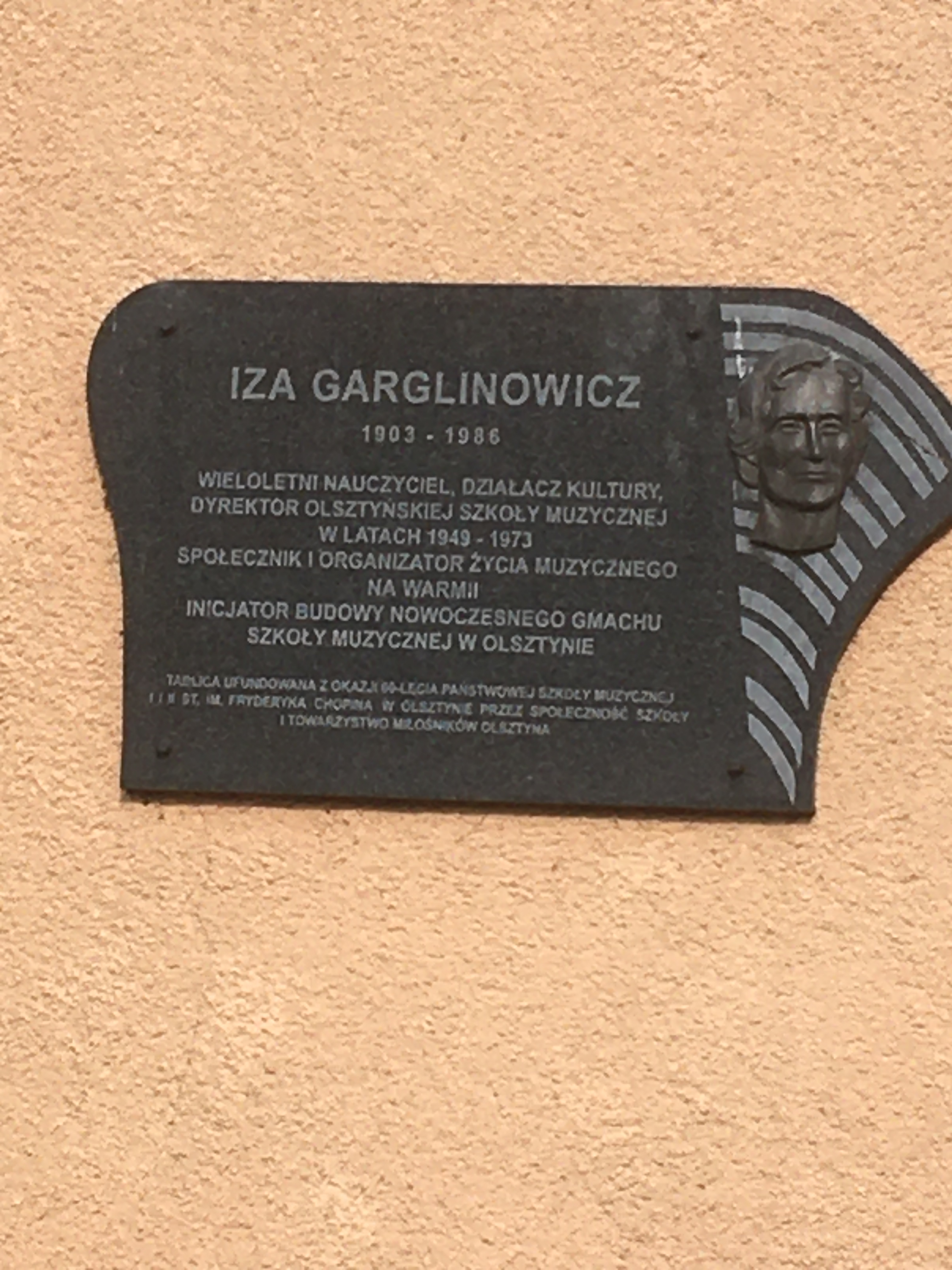
Tablica upamiętniająca pianistkę

Izabella Garglinowicz (ur. 9 sierpnia 1903 we Lwowie, zm. 25 października 1986 w Olsztynie) – polska pianistka, pedagog muzyczna, organizatorka życia muzycznego na Warmii.

## Życiorys
Była absolwentką Konserwatorium Muzycznego w Poznaniu. W latach 1929–1938 pracowała jako pedagog w Konserwatorium Muzycznym w Bydgoszczy. Po II wojnie światowej zaczęła pracę w Państwowej Szkole Muzycznej I i II st. im. Fryderyka Chopina w Olsztynie. W latach 1946–1949 pełniła tam funkcję wicedyrektora, a w latach 1949–1973 dyrektora.
Oprócz działalności pedagogicznej, koncertowała oraz była zaangażowana społecznie. W 1945 zorganizowała oddział Związku Zawodowego Muzyków RP w Olsztynie, w którym w latach 1945–1949 pełniła funkcję przewodniczącej. W latach 1955–1957 była członkiem Wojewódzkiej Komisji Kultury. Była wieloletnim członkiem zarządu Towarzystwa Miłośników Olsztyna, oraz od 1971 była wiceprzewodniczącą Stowarzyszenia Miłośników Muzyki. Dała początek budowy budynku, w którym mieści się Państwowa Szkoła Muzyczna I i II st. im. Fryderyka Chopina. Zmarła 25 października 1986.

## Nagrody i wyróżnienia
- Krzyż Kawalerski Orderu Odrodzenia Polski
- Medal Zasłużonego Nauczyciela PRL
- Srebrny Krzyż Zasługi
- Złoty Krzyż Zasługi
- Złota odznaka „Zasłużony dla Warmii i Mazur”[1]

## Upamiętnienie
Z okazji 60-lecia Państwowej Szkoły Muzycznej I i II st. im. Fryderyka Chopina powstała tablica upamiętniająca Izabellę Garglinowicz.
W 1999 w Państwowej Szkole Muzycznej w Olsztynie odbyła się pierwsza edycja Festiwalu Pianistycznego im. Izabelli Garglinowicz.